# Río Taom
El río Taom es un río de Nueva Caledonia. Tiene un área de influencia de 105 kilómetros cuadrados.